# استاروکوچکیلدینو
استاروکوچکیلدینو (به لاتین: Starokochkildino) یک منطقهٔ مسکونی در روسیه است که در باشقیرستان واقع شده‌است.